# Batalha de Cable Street
A Batalha de Cable Street (Batalha da Rua Cable), aconteceu no domingo, 4 de Outubro de 1936. Como seu nome indica, ocorreu na rua Cable, que está situada na região de East End, em Londres. Tratou-se de um confronto entre a Polícia Metropolitana (que protegia a marcha de membros da União Britânica de Fascistas, liderada por Oswald Mosley), e vários contra-manifestantes locais antifascistas que incluíam judeus locais, socialistas, anarquistas e comunistas.

## Prelúdio
Quando tornou-se conhecido o fato que a União Britânica de Fascistas organizava uma marcha a ser realizada no domingo, 4 de outubro de 1936, e que seu líder, Sir Oswald Mosley, havia planejado enviar milhares de integrantes da União Britânica de Fascistas uniformizados com Camisas Negras para marchar pelo East End (que na época tinha grande população judaica), cerca de 100 mil de moradores da área solicitaram ao então secretário do Interior John Simon que o evento fosse proibido por conta da grande probabilidade de conflito. Entretanto, o Secretário do Interior não apenas recusou o pedido como designou uma escolta policial de milhares de homens para garantir que os manifestantes antifascistas não interromperiam a marcha. A tradicional entidade civil conhecida como Junta de Representantes dos Judeus Britânicos denunciou a marcha como antissemita, e alertou os judeus para que ficassem longe de seu trajeto. Por sua vez, o líder comunitário Phil Piratin, um judeu que era membro do Parlamento Britânico e integrante do Partido Comunista da Grã-Bretanha, rapidamente organizou as forças de oposição contra o evento fascista.

## A Batalha
A maior parte dos manifestantes percorreram um longo caminho até chegarem ao local do confronto. Os grupos antifascistas construíram barricadas em uma tentativa de impedir o percurso da União Britânica de Fascistas através do East End. As barricadas foram erguidas próximas da junção da rua Cable com a rua Christian, em Stepney. Estima-se que 20 mil manifestantes antifascistas compareceram ao local, e foram confrontados por nada menos que 6 mil policiais (incluindo a polícia montada), que tentaram retirar as barricadas para permitir a marcha de cerca de 2 a 3 mil fascistas. Os antifascistas revidaram com pedaços de madeira, pedras, e outras armas improvisadas. Lixo, legumes podres e os conteúdos de penicos foram jogados contra a polícia por mulheres que viviam nas casas ao longo da rua. Após uma série de confrontos, Mosley concordou em cancelar a marcha para evitar derramamento de sangue. Os manifestantes da União Britânica de Fascistas se dispersaram em direção Parque Hyde, enquanto os antifascistas confrontavam a polícia. Cerca de 150 manifestantes foram presos, embora alguns tenham conseguido escapar com a ajuda de outros manifestantes. No total, contabilizou-se que 175 pessoas ficaram feridas, incluindo policiais, mulheres e crianças.

## Repercussões
Muitos dos manifestantes antifascistas detidos pela polícia relataram tratamento severo assim que caíram nas mãos das autoridades.
Entre 1979 e 1983, um grande mural representando a batalha foi pintado na lateral da prefeitura de St. George. Tal edifício funcionava originalmente como o salão de sacristia da comunidade e, mais tarde, o conselho distrital de Stepney. A arte localiza-se na própria Rua Cable, cerca de 140 metros a oeste da estação de trem de Shadwell. Uma placa postada na Rua Dock comemora o incidente.
Inúmeros eventos foram planejados na East End de Londres visando o 75º aniversário da batalha em outubro de 2011, incluindo concertos musicais e uma marcha, sendo que o mural foi novamente restaurado para sua preservação. Em 2016, para marcar o 80º aniversário da batalha, ocorreu uma marcha que partiu do Parque Altab Ali até a própria Rua Cable.
Essa marcha inclusive contou com a presença de alguns dos manifestantes antifascistas que estiveram originalmente envolvidos no confronto.
O evento é frequentemente invocado na política britânica contemporânea, e serve como inspiração ao movimento contemporâneo antifascista.